# 1 Mai (cartier din Craiova)
1 Mai este un cartier al Craiovei. Deși nu este foarte mare față de celelalte cartiere craiovene, numărând numai 25.000-30.000 de locuitori, aici se găsesc câteva instituții importante ale orașului, precum Spitalul Clinic Județean de Urgență Craiova, Cercul Militar Craiova, Liceul de Artă Marin Sorescu și Facultatea de Medicină și Farmacie precum și vechea piață agroalimentară care îi purta numele (Piața Agroalimentară 1 Mai).